# Chico Mattoso
Chico Mattoso (Paris, 2 de agosto de 1978) é um escritor, tradutor e roteirista brasileiro.

## Biografia
Formado em Letras pela USP, foi editor, entre 2002 e 2005, da revista literária Ácaro. Escreveu Cabras (1999), em parceria com Antonio Prata, Paulo Werneck e José Vicente da Veiga, e Parati para Mim (2003), com João Paulo Cuenca e Santiago Nazarian.
Em 2007 lançou seu primeiro romance, Longe de Ramiro (Editora 34). Em seguida veio Nunca vai embora (Companhia das Letras), de 2011.
Em 2012 foi selecionado como um dos "melhores jovens escritores brasileiros" pela revista britânica Granta.